# Zach Harting
Zach Harting (Madison, 27 agosto 1997) è un nuotatore statunitense.

## Carriera
Ai Mondiali di Doha 2024 ha vinto la medaglia d'oro nella staffetta 4x100m misti, assieme a Hunter Armstrong, Nic Fink e Matthew King.

## Palmarès
- Mondiali

Doha 2024: oro nella 4x100m misti.
- Mondiali in vasca corta

Abu Dhabi 2021: oro nella 4x200m sl.
Budapest 2024: argento nella 4x100m misti.
- Campionati panpacifici

Tokyo 2018: bronzo nei 200m farfalla.
- Universiadi

Taipei 2017: oro nella 4×100m sl e nella 4×100m misti.